# القبضة الحديدية (مسلسل)
مارفل؛ القبضة الحديدية أو القبضة الحديدية (بالإنجليزية: Iron Fist) مُسلسل أمريكي مبني على شخصية القصص المصورة بنفس الاسم، المُسلسل من إنتاج مارفل تيليفجن بالتعاون مع إستوديوهات "ABC"، بدأ تصوير المسلسل في أبريل، 2016، في مدينة نيويورك وسيُعرض على نتفليكس.

## قصة المسلسل
يعود داني راند إلى نيويورك بعد غياب طويل، ليحارب الفساد والجريمة، بقدراتهُ القتالية وقابليتهُ على إستدعاء قوة القبضة الحديدية.

## الممثلين والشخصيات

### شخصيات رئيسية
- فين جونز بدور داني راند \ القبضة الحديدية
- جيسيكا هينويك بدور كولين وينغ
- ديفيد وينهام بدور هارولد ميشتام
- جيسيكا ستروب بدور جوي ميتشام
- توم بيلفري بدور وارد ميتشام

### شخصيات ضيفة
- كاري-آن موس بدور جيري هوغارث
- مايكل مايز

## وصلات خارجية
- القبضة الحديدة على نتفليكس
- القبضة الحديدية على موقع IMDb (الإنجليزية)
- القبضة الحديدية على موقع ميتاكريتيك (الإنجليزية)
- القبضة الحديدية على موقع روتن توميتوز (الإنجليزية)
- القبضة الحديدية على موقع نتفليكس (الإنجليزية)
- القبضة الحديدية على موقع أول موفي (الإنجليزية)
- القبضة الحديدية على موقع فيلمافينيتي (الإسبانية)
- القبضة الحديدية على موقع كينوبويسك (الروسية)
- القبضة الحديدية على موقع ألو سيني (الفرنسية)
- القبضة الحديدية على موقع قاعدة بيانات الفيلم (الإنجليزية)